# Kamelenperiode

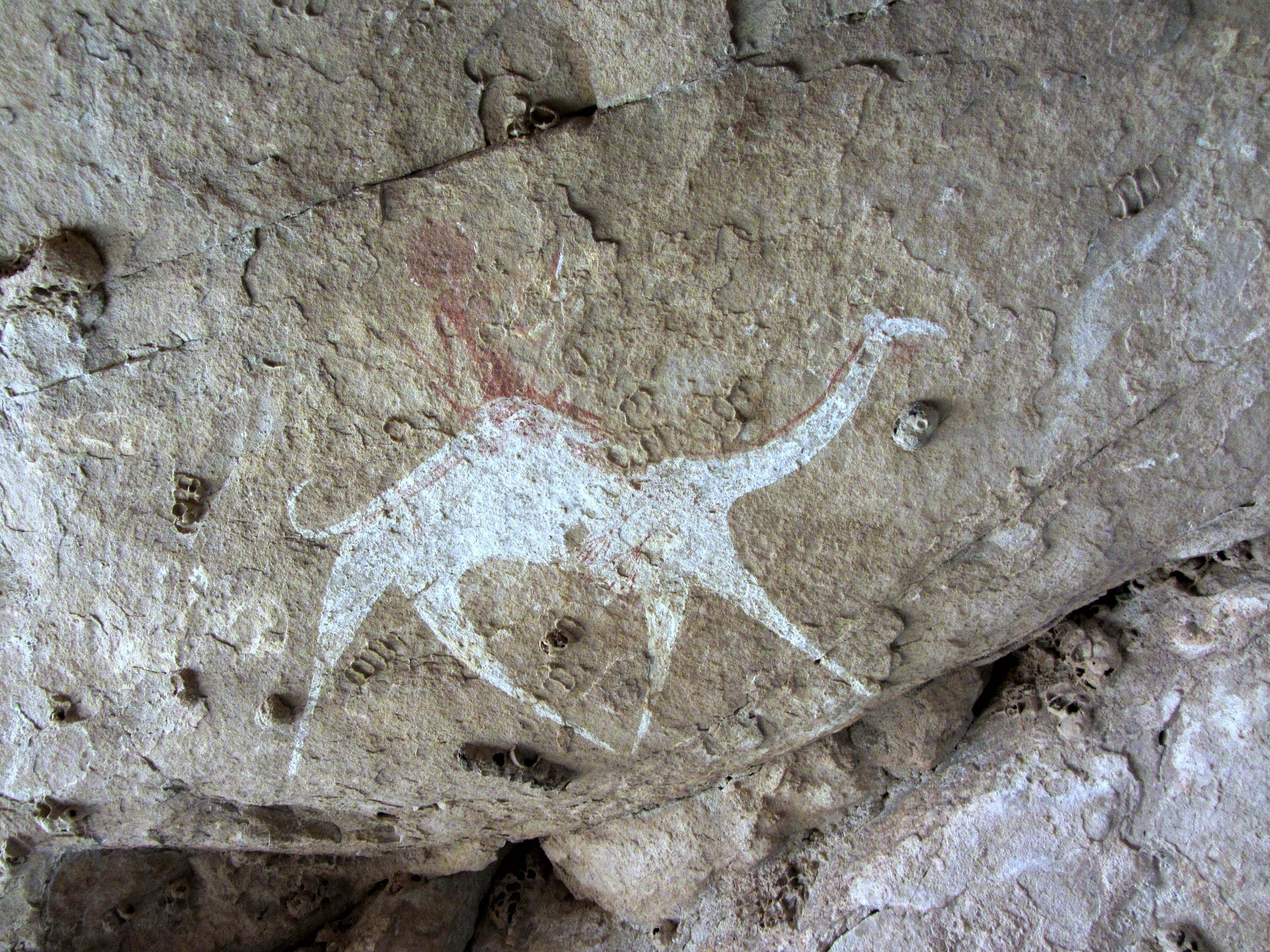
Terkei, Ennedimassief, Tsjaad

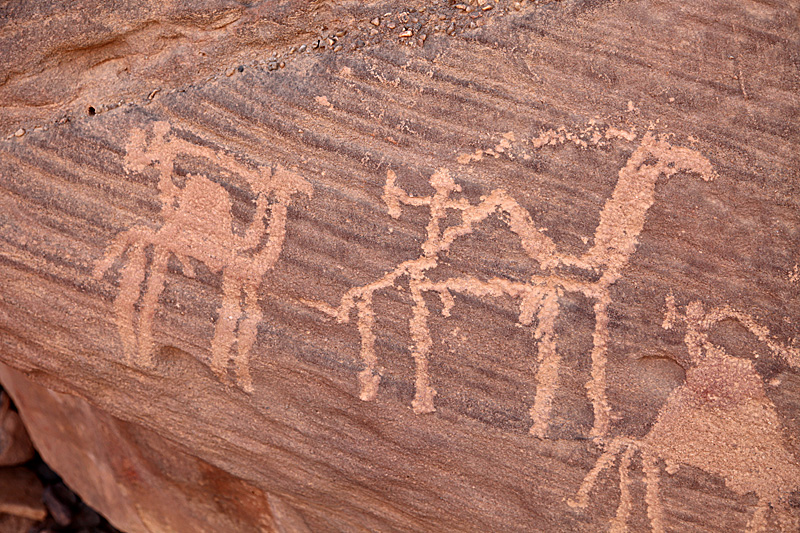
Karkur Talh, Jebel Uweinat

De kamelenperiode (Engels: Camel Period, Frans: style Camélin), of misschien meer correct dromedarissenperiode, is de laatste stijlperiode van de rotskunst van de Sahara. 
Ze volgde, na de komst van gedomesticeerde dromedarissen in Afrika omstreeks het begin van de jaartelling, op de voorafgaande paardenperiode.
Afbeeldingen van dromedarissen zijn bijzonder talrijk in de Sahara. Soms staan er meer dan honderd op één rotswand, hoewel zonder onderling verband. De afbeeldingen komen zowel als petrogliefen als in rotsschilderingen voor. 
De al tijdens de paardenperiode zichtbare vereenvoudiging van de vormen gaat in deze periode door. Dieren worden teruggebracht tot hun essentiële kenmerken (in het geval van een dromedaris is dat de bult) en mensen zijn alleen herkenbaar als stokfiguren. 
Aan het begin van de kamelenperiode waren er nog paarden in de Sahara aanwezig, maar runderen ontbraken nu geheel. De enige afgebeelde wilde dieren zijn de struisvogel en de moeflon. Jacht- en vechtscènes komen nog steeds veel voor, maar de wapens worden aangevuld met dolken en zwaarden.

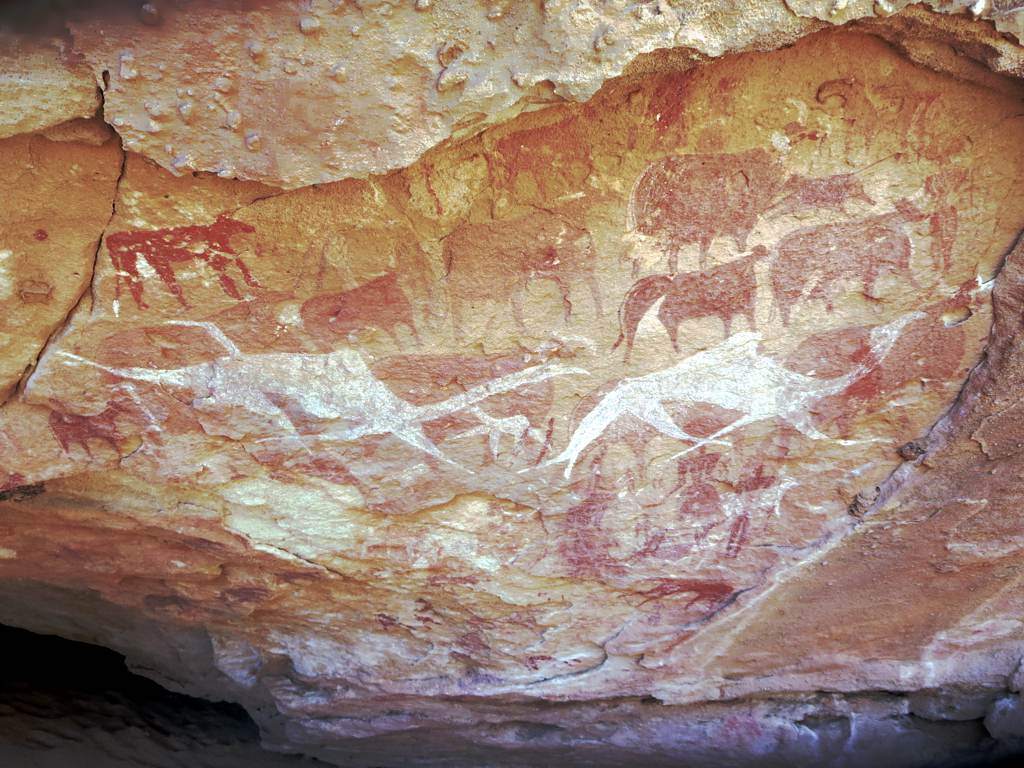
Bichagara-grot, Tsjaad
De dromedarissen zijn hier over oudere schilderingen uit de pastorale periode aangebacht